# Samdani Art Foundation
Samdani Art Foundation (англ. Samdani Art Foundation, SAF) — частный художественный фонд, основанный в столице Бангладеш городе Дакка в 2011 году; ставит себе целью повышение уровня художественное взаимодействие между Бангладеш и остальным миром; основателями стала семейная пара коллекционеров Надя и Раджиб Самдани; дважды в год проводит некоммерческий саммит «Dhaka Art Summit»; владеет коллекцией произведений искусства из многих регионов мира — коллекция доступна для осмотра по предварительной записи; участвует в строительстве музея современного искусства «Srihatta-Samdani Art Centre» в городе Силхет.

## История и описание
Частный художественный фонд «Samdani Art Foundation» был основан в Дакке (Бангладеш) парой коллекционеров Надей (род. 1981) и Раджибом Самдани (род. 1974); цель создания была заявлена как «позволить бангладешским художникам расширить свои творческие горизонты с помощью грантов, образовательных программ и выставок». Раз в два года фонд производит саммит «Dhaka Art Summit», являющийся одним из крупнейших в Южной Азии; организуют семинары и практикумы в Бангладеш. Коллекция фонда содержит произведения международного современного искусства — она доступна для просмотра широкой аудитории. Фонд Самдани возглавляет американский куратор Диана Кэмпбелл Бетанкур (Diana Campbell Betancourt, род. 1984), являющаяся его художественным руководителем; организация сотрудничает с рядом художественных учреждений в Азии и Европе, включая Кунстхалле Базеля и японский музей «Fukuoka Asian Art Museum».
В саммите в Дакке принимали участие кураторы из Современной галереи Тейт, Центра Помпиду и Кунстхалле Цюриха; Надя Самдани входят в международный руководящий совет Нового музея современного искусства в Нью-Йорке; фонд участвовал в 56-й биеннале в Венеции. Коллекция «Samdani Art Foundation» специализируется на искусстве Южной Азии: в неё входят работы современных художников из Бангладеш, Индии, Бенгалии и Пакистана. Произведения Зейнула Абедина, Абаниндранатха Тагора, Бинода Бихари Мукерджи, Джемини Роя и Гаганендранатха Тагора являются частью собрания. Кроме того, с 2012 года фонд — совместно с лондонским «Delfina Foundation» — вручает и премию «Samdani Art Award» для авторов от 20 до 40 лет, направленную на поддержку и продвижение современного искусства в стране. По состоянию на 2019 года, фонд участвовал в строительстве музея современного искусства «Srihatta-Samdani Art Centre», местом расположения которого был выбран бангладешский город Силхет.